# Ditaxis serrata
Ditaxis serrata là một loài thực vật có hoa trong họ Đại kích. Loài này được (Torr.) A.Heller mô tả khoa học đầu tiên năm 1900.